# Making an American Citizen
Making an American Citizen er en amerikansk stumfilm fra 1912 af Alice Guy-Blaché.